# Marie-Françoise Pérol-Dumont
Pour les articles homonymes, voir Pérol et Dumont.
Marie-Françoise Pérol-Dumont, née le 26 mai 1952 à Nedde dans la Haute-Vienne, est une femme politique française.

## Biographie
Elle est élue pour la première fois députée en 1997 dans la troisième circonscription de la Haute-Vienne et réélue le 16 juin 2002 pour la XIIe législature (2002-2007) puis une nouvelle fois par 62,33 % des voix le 17 juin 2007 contre la candidate Béatrice Martineau de l'UMP, conseillère municipale de l'opposition à Limoges. Elle faisait partie du groupe socialiste.
Membre du conseil général de la Haute-Vienne de 1988 à 2015 (seconde femme élue à l'assemblée départementale), élue du canton urbain de Limoges-Beaupuy, après avoir bénéficié du retrait du conseiller sortant, Marie-Françoise Pérol-Dumont en est la présidente de 2004 à 2015 ; c'est l'une des cinq femmes à occuper cette fonction en France en 2011.
Elle annonce, le 14 janvier 2011, qu'elle ne sera pas candidate aux élections législatives de 2012.
Lors de la campagne présidentielle de 2012, elle soutient d'abord Martine Aubry, avant de s'engager en faveur de François Hollande une fois celui-ci désigné par les primaires citoyennes.
Elle est candidate socialiste aux élections sénatoriales de 2014 en Haute-Vienne, aux côtés de Laurent Lafaye. Elle est élue sénatrice le 28 septembre 2014.
Elle ne se représente pas aux élections départementales de 2015, pour lesquelles son canton est supprimé. Jean-Claude Leblois lui succède à la tête du conseil.
Au terme de son mandat de sénatrice, en 2020, elle annonce ne pas solliciter une réélection, et quitte la vie politique.

## Mandats

### Mandats locaux
- 13/03/1977 - 31/12/1984 : Conseillère municipale de Nedde, Haute-Vienne
- 07/10/1988 - 01/04/1994 : Membre du Conseil général de la Haute-Vienne, canton de Limoges-Beaupuy
- 23/03/1992 - 30/06/1997 : Membre du Conseil régional du Limousin
- 30/03/1992 - 01/04/1994 : Vice-présidente du Conseil général de la Haute-Vienne
- 01/04/1994 - 23/03/2001 : Membre du Conseil général de la Haute-Vienne, canton de Limoges-Beaupuy
- 01/04/1994 - 27/03/1998 : Vice-Présidente du Conseil général de la Haute-Vienne
- 27/03/1998 - 23/03/2001 : Vice-Présidente du Conseil général de la Haute-Vienne
- 23/03/2001 - 20/03/2008 : Membre du Conseil général de la Haute-Vienne, canton de Limoges-Beaupuy
- 19/03/2001 - 31/03/2004 : Vice-présidente du Conseil général de la Haute-Vienne
- 01/04/2004 - 20/03/2008 : Présidente du Conseil général de la Haute-Vienne
- 20/03/2008 - 31/03/2011 : Présidente du Conseil général de la Haute-Vienne
- 20/03/2008 - 31/03/2011 : Membre du Conseil général de la Haute-Vienne, canton de Limoges-Beaupuy
- 20/03/2008 - 31/03/2011 : Présidente du Conseil général de la Haute-Vienne
- 31/03/2011 - 02/04/2015 : Membre du Conseil général de la Haute-Vienne, canton de Limoges-Beaupuy
- 31/03/2011 - 02/04/2015 : Présidente du Conseil général de la Haute-Vienne

### Mandats nationaux
- 01/06/1997 - 18/06/2002 : Députée de la troisième circonscription de la Haute-Vienne
- 19/06/2002 - 17/06/2007 : Députée de la troisième circonscription de la Haute-Vienne
- 18/06/2007 - 17/06/2012 : Députée de la troisième circonscription de la Haute-Vienne. Son suppléant était Bernard Brouille, conseiller général du canton de Bessines-sur-Gartempe.
- 01/10/2014 - 30/09/2020 : Sénatrice de la Haute-Vienne.

Mandats et fonctions à l'Assemblée nationale :
- Membre de la Délégation chargée de la communication audiovisuelle et de la presse
- Membre de la commission du développement durable et de l'aménagement du territoire
- Membre de groupes d'études : Dépendance - Enfance - Pénibilité du travail et maladies professionnelles - Prisons et conditions carcérales - Routes et sécurité routière - Tibet
- Membre de groupes d'amitié : Équateur (Présidente) - Népal (Vice-Présidente) - États-Unis d'Amérique; Grande-Bretagne et Irlande du Nord; Inde; Irlande (Secrétaire)

Autres fonctions :
- Présidente du groupe majoritaire de gauche à l'Assemblée des départements de France (ADF)

## Distinctions
- Officière de la Légion d'honneur (2021) (7)